# هنرييت إنجل هانسن
هنرييت إنجل هانسن (بالدنماركية: Henriette Engel Hansen)‏ هي راكبة الكنو واقتصادية دنماركية، ولدت في 15 أبريل 1982 في هيليرود في الدنمارك.

## وصلات خارجية
- هنرييت إنجل هانسن على موقع الاتحاد الدولي للكانو (الإنجليزية)
- هنرييت إنجل هانسن على موقع اللجنة الأولمبية الدولية (الإنجليزية)
- هنرييت إنجل هانسن على موقع أوليمبيديا (الإنجليزية)